# Liste des monuments à la Seconde Guerre mondiale en Croatie
Cet article recense les monuments à la Seconde Guerre mondiale en Croatie.

## Liste
| Monument                                                                | Lieu              | Artiste                                 | Date      | Coordonnées                       | Photo |
| ----------------------------------------------------------------------- | ----------------- | --------------------------------------- | --------- | --------------------------------- | ----- |
| Complexe mémoriel de la bataille de Batina                              | Batina            | Antun Augustinčić                       | 1945-1947 |                                   |       |
| Parc mémoriel de Borik                                                  | Bjelovar          | Vojin Bakić                             | 1947      |                                   |       |
| Monument aux combattants tombés                                         | Blato             |                                         |           |                                   |       |
| Monument aux combattants tombés                                         | Bobota            |                                         | 1955      |                                   |       |
| Monument aux combattants tombés                                         | Bobota            |                                         |           |                                   |       |
| Monument à la bataille de Bolman                                        | Bolman            | Nikola Kečanin                          | 1951      |                                   |       |
| Monument aux combattants tombés                                         | Bolman            |                                         |           |                                   |       |
| Monument aux combattants tombés                                         | Crikvenica        | Zvonko Car                              | 1949      |                                   |       |
| Monument aux combattants tombés                                         | Dabar             |                                         |           |                                   |       |
| Monument à la Liberté                                                   | Donji Miholjac    | Stjepan Brlošić                         | 1968      |                                   |       |
| Monument aux combattants tombés                                         | Dramalj           | Zvonko Car                              |           |                                   |       |
| Monument au Soulèvement                                                 | Drežnica          | Kosta Angeli Radovani                   | 1949      |                                   |       |
| Monument aux combattants tombés                                         | Drivenik          |                                         |           |                                   |       |
| Monument aux combattants tombés                                         | Drvenik Veliki    |                                         | 1951      |                                   |       |
| Monument aux combattants tombés (Đurđevac)                              | Đurđevac          | Slavko Šoša                             | 1952      |                                   |       |
| Monument aux combattants tombés                                         | Đurđevac          | Slavko Šoša                             | 1952      |                                   |       |
| Parc mémoriel de Jadovno (Camp de concentration de Jadovno)             | Gospić            | Ratko Petrić                            | 1988      |                                   |       |
| Monument aux combattants tombés                                         | Grohote           |                                         |           |                                   |       |
| Parc mémoriel de Gudovac                                                | Gudovac           | Vojin Bakić                             | 1955      |                                   |       |
| Parc mémoriel de Jasenovac                                              | Jasenovac         |                                         | 1968-1983 |                                   |       |
| Zone mémorielle de Jasenovac                                            | Jasenovac         | Bogdan Bogdanović                       | 1966      | 45° 16′ 49″ nord, 16° 55′ 43″ est |       |
| Monument aux combattants tombés de la guerre de libération nationale    | Jelovice          |                                         |           |                                   |       |
| Monument à la victoire révolutionnaire du peuple de Slavonie            | Kamenska          |                                         | 1968      |                                   |       |
| Parc mémoriel de Bijeli Potoci-Kamensko                                 | Kamensko          |                                         |           |                                   |       |
| Monument aux combattants tombés                                         | Kaniža            |                                         |           |                                   |       |
| Parc mémoriel de Danica                                                 | Koprivnica        | Lenko Pleština                          | 1979-1981 |                                   |       |
| Monument aux combattants tombés                                         | Kraljevica        |                                         |           |                                   |       |
| Monument aux combattants tombés et aux victimes du fascisme             | Krapanj           |                                         |           |                                   |       |
| Monument aux victimes du fascisme                                       | Krapinske Toplice | Antun Augustinčić                       | 1973      |                                   |       |
| Monument aux combattants tombés                                         | Kumrovec          |                                         |           |                                   |       |
| Monument aux combattants tombés et aux victimes du fascisme             | Kuna Peliška      |                                         |           |                                   |       |
| Cimetière mémoriel des victimes du fascisme                             | Lepoglava         |                                         | 1980-1984 |                                   |       |
| Monument aux victimes du fascisme                                       | Lipa              |                                         |           |                                   |       |
| Monument aux combattants tombés                                         | Lovište           |                                         |           |                                   |       |
| Monument à la Révolution                                                | Makarska          |                                         | 1983      |                                   |       |
| Monument aux combattants tombés                                         | Novi Vinodolski   |                                         |           |                                   |       |
| Monument aux combattants tombés                                         | Orebić            |                                         |           |                                   |       |
| Monument aux combattants tombés et aux victimes du fascisme             | Orebić            | Ivan Mitrović et Zlatko Jerić           | 1983      |                                   |       |
| Monument aux victimes du fascisme                                       | Osijek            | Oscar Nemon                             |           |                                   |       |
| Monument aux victimes du fascisme                                       | Osobjava          |                                         | 1964      |                                   |       |
| Monument aux combattants tombés et aux victimes du fascisme             | Peroj             |                                         |           |                                   |       |
| Monument au soulèvement du peuple de Kordun et Banija                   | Petrova Gora      | Vojin Bakić                             | 1982      |                                   |       |
| Monument aux victimes du fascisme                                       | Pijavičino        |                                         |           |                                   |       |
| Monument aux victimes du fascisme de Podhum                             | Platak            | Šime Vulas                              | 1970      |                                   |       |
| Monument à la libération de Zagreb                                      | Pleso             | Marijan Burger                          | 1978      |                                   |       |
| Monument aux combattants tombés et aux victimes du fascisme             | Ploče             |                                         |           |                                   |       |
| Monument à la Révolution                                                | Podgarić          | Dušan Džamonja                          | 1967      | 45° 38′ 27″ nord, 16° 46′ 40″ est |       |
| Les Ailes de mouettes                                                   | Podgora           | Rajko Radović                           | 1962      |                                   |       |
| Monument aux combattants tombés                                         | Povile            |                                         | 1981      |                                   |       |
| Monument aux combattants tombés et aux victimes du fascisme             | Pula              | Vanja Radauš                            | 1950      |                                   |       |
| Parc mémoriel de Kampor                                                 | Rab               | Edvard Ravnikar et Vladimir Lakovič     | 1953-1988 |                                   |       |
| Parc mémoriel de Rakov Potok                                            | Rakov Potok       |                                         |           |                                   |       |
| Monument aux cheminots tombés lors de la guerre de libération nationale | Rijeka            |                                         |           |                                   |       |
| Monument à la libération de Rijeka                                      | Rijeka            | Vinko Matković                          | 1955      |                                   |       |
| Monument aux combattants tombés et aux victimes de la terreur fasciste  | Rovinj            | Ivan Sabolić                            | 1956      |                                   |       |
| Monument aux combattants tombés                                         | Samobor           | Nikola Njirić                           |           |                                   |       |
| Trois pêcheurs                                                          | Senj              |                                         |           |                                   |       |
| Parc mémoriel de Šubićevac                                              | Šibenik           | Kosta Angeli Radovani et Zdenko Kolacio | 1961      |                                   |       |
| Monument au détachement de Sisak                                        | Sisak             | Želimir Janeš                           | 1981      |                                   |       |
| Monument au Soulèvement                                                 | Sisak             | Frano Kršinić                           | 1954      |                                   |       |
| Parc mémoriel de Brezovica                                              | Sisak             | Želimir Janes                           | 1981      |                                   |       |
| Monument aux combattants tombés et aux victimes du fascisme             | Slabinja          |                                         | 1981      |                                   |       |
| Monument aux combattants tombés et aux victimes du fascisme             | Slatina           |                                         |           |                                   |       |
| Monument aux combattants tombés                                         | Slavonski Brod    |                                         |           |                                   |       |
| Monument aux combattants tombés                                         | Šolta             |                                         |           |                                   |       |
| Monument au soulèvement du peuple de Croatie en 1941                    | Srb               | Vanja Radauš                            | 1951      |                                   |       |
| Monument aux combattants tombés                                         | Ston              |                                         |           |                                   |       |
| Parc mémoriel de Tićan                                                  | Tićan             |                                         |           |                                   |       |
| Monument aux combattants tombés                                         | Trpinja           |                                         |           |                                   |       |
| Monument aux combattants tombés                                         | Vela Luka         | Mirko Ostoja                            | 1950      |                                   |       |
| Monument aux combattants tombés                                         | Viganj            |                                         |           |                                   |       |
| Monument aux combattants tombés                                         | Virovitica        | Dušan Džamonja                          |           |                                   |       |
| Monument aux combattants tombés                                         | Viškovo           |                                         |           |                                   |       |
| Monument aux combattants tombés et aux victimes du fascisme (Vodice)    | Vodice            |                                         |           |                                   |       |
| Parc mémoriel de Dudik                                                  | Vukovar           | Bogdan Bogdanović                       | 1978-1980 |                                   |       |
| La Flamme de la Révolution                                              | Zagreb            | Ivan Sabolić                            | 1959      |                                   |       |
| L'Exécution des otages                                                  | Zagreb            | Frano Kršinić                           | 1951      |                                   |       |
| Monument aux combattants tombés                                         | Zagreb            | Tomislav Ostoja                         | 1972      |                                   |       |
| Monument aux combattants tombés                                         | Zagreb            |                                         |           |                                   |       |
| Monument aux combattants tombés                                         | Zagreb            | Vanja Radauš                            |           |                                   |       |
| Monument aux combattants tombés                                         | Zagreb            |                                         | 1961      |                                   |       |
| Monument aux combattants tombés                                         | Zagreb            |                                         | 1953      |                                   |       |
| Monument aux combattants tombés et aux victimes du fascisme             | Zagreb            |                                         | 1959      |                                   |       |
| Monument aux combattants tombés et aux victimes du fascisme             | Zagreb            | Stevan Luketić                          |           |                                   |       |
| Monument aux enfants du mont Kozara                                     | Zagreb            | Stevan Luketić                          |           |                                   |       |
| Monument aux résidents de Zagreb tombés lors de la guerre de libération | Zagreb            | Branko Ružić                            | 1981      |                                   |       |
| Monument aux victimes de décembre 1943                                  | Zagreb            | Dušan Džamonja                          | 1961      |                                   |       |
| Monuments aux victimes du fascisme tués à Dotršćina                     | Zagreb            | Vojin Bakić                             | 1968      |                                   |       |
| Tombe des Héros nationaux                                               | Zagreb            | Đuro Kaurić                             | 1968      |                                   |       |
| Le Transport des blessés                                                | Zagreb            | Antun Augustinčić                       | 1953      |                                   |       |
| La Victime                                                              | Zagreb            | Vanja Radauš                            |           |                                   |       |
| Monument aux combattants tombés                                         | Županje Selo      |                                         |           |                                   |       |